# Punge Ujong
Punge Ujong is een bestuurslaag in het regentschap Banda Aceh van de provincie Atjeh, Indonesië. Punge Ujong telt 1237 inwoners (volkstelling 2010).